# No-matar

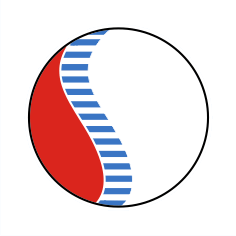
Aquest logo, creat per Glenn D. Paige, explica el concepte de no-matar combinant l'antic símbol asiàtic del yin-yang amb el recent descobriment neurològic que indica que l'estimulació dels circuits entre els sistemes cerebrals que controlen les emocions i el moviment poden ajudar a canviar el comportament humà de violent a no-violent. Anàlogament, les Iniciatives Creatives Transformadores (en blau), recolzades en les Capacitats Humanes de Nomatar (en blanc), poden acabar amb la Matança Humana (en vermell)

No-matar (de l'anglès "nonkilling", de vegades escrit “non-killing”), es refereix a societats humanes en les quals la mort intencional, les amenaces de mort i les condicions que portin a la mort intencional estan absents. D'igual forma que «no-violència», el terme denota no una negació sinó una afirmació. Encara que el seu ús en l'àmbit acadèmic es relacioni habitualment amb la mort d'éssers humans, de vegades s'estén a animals i a altres formes de vida. Aquest també és el cas de l'ús tradicional del terme «no-matar» en el marc de l'ètica budista expressada en el primer precepte de la Pancasalia, de forma similar a la d'altres tradicions espirituals. De forma significativa, el terme s'ha usat recentment a la Carta per un Món sense Violència aprovada per la Vuitena Cimera Mundial de Premis Nobel de la Pau.
Analitzant el seu origen, el no-matar inclou els conceptes de pau (absència de guerra i de les condicions que hi condueixen), no-violència (psicològica, física i estructural), i ahimsa (no danyar amb el pensament, la paraula o la acción). Sense excloure'n cap de les últimes, el no-matar aporta un enfocament diferent caracteritzat per la mesurabilitat dels seus objectius i la naturalesa oberta de la seva realització. Mentre que l'ús de termes com «no-violència» i «pau» sovint segueixen la forma d'argumentació clàssica per mitjà d'idees abstractes que desemboquen en passivitat, el matar (i el seu oposat, el no-matar) pot ser quantificat i relacionat amb causes específiques seguint l'enfocament clínic (prevenció, intervenció i transformació posttraumàtica) cap a la progressiva erradicació del matar.
D'altra banda, el no-matar no estableix cap camí predeterminat per a l'assoliment d'una societat lliure de morts intencionals en la forma que ho fan algunes ideologies i tradicions espirituals que promouen l'abstenció de prendre vides humanes. Com a enfocament obert, fa una crida a la infinita creativitat i variabilitat humanes, estimulant exploracions contínues en els camps de l'educació, la investigació, l'acció social i la construcció de polítiques, i desenvolupant una àmplia gamma d'alternatives científiques, institucionals, educatives, polítiques, econòmiques i espirituals a l'assassinat humà. A més, malgrat el seu enfocament específic, el no-matar també aborda qüestions socials més àmplies.
Respecte a l'agressió psicològica, l'atac físic i la tortura que intenten terroritzar amb l'amenaça de mort, manifesta o latent, el no-matar implica l'eliminació de les seves causes psicosocials. Quant a la mort d'éssers humans derivada de condicions socioeconòmiques estructurals que són producte del reforçament letal directe així com a resultat de la desviació de recursos cap a finalitats letals, el no-matar implica eliminar les privacions lligades a la “letalitat”. Amb relació a les amenaces a la viabilitat de la biosfera, el no-matar implica l'absència d'atacs directes contra els recursos sostenidors de la vida i la cessació de la degradació indirecta associada a la “letalitat”. Respecte a les formes de matar accidentals, el no-matar implica la creació de les condicions socials i tecnològiques que condueixin a la seva eliminació.
En el seu llibre Nonkilling Global Political Science, Glenn D. Paige ha estimat que menys del 0,5% de tots els humans que han existit han matat a altres humans. A més, hi ha proves antropològiques que apunten que en certes cultures i societats el matar ocupa nivells estadísticament insignificants. Ja que els humans van viure exclusivament com caçadors-recol·lectors -una forma d'organització social que plasma els atributs d'una societat del no-matar- durant el 99% de la seva existència, també sembla obvi que els nivells de violència i morts intencionals han estat igualment molt reduïts durant major part de la història de l'Homo sapiens sapiens.
En una concepció ampla, el no-matar s'oposa a agressió, assassinat, autogenocidi, assassinat de contracte, assassinat corporatiu, genocidi cultural, pena de mort, democidi, assassinats domèstics, neteja ètnica, etnocidi, femicidi, feticidi, genocidi, assassinat d'honor, assassinats rituals, infanticidi, linguicidi, assassinat en massa, omnicidi, policidi, politicidi, regicidi, tiroteigs escolars, violència estructural, suïcidi, terrorisme, assassinat d'emoció, tiranicidi, violència, guerra, i altres formes d'assassinat, directe, indirecte o estructural.